# Marion Clignet
Marion Clignet (Chicago, 21 febbraio 1964) è un'ex ciclista su strada e pistard statunitense naturalizzata francese.

## Palmarès
- Giochi olimpici

Atlanta 1996: argento nell'inseguimento individuale.
Sydney 2000: argento nell'inseguimento individuale.
- Mondiali - Pista

Stoccarda 1991: bronzo nell'inseguimento individuale.
Hamar 1993: argento nell'inseguimento individuale.
Palermo 1994: oro nell'inseguimento individuale.
Manchester 1996: oro nell'inseguimento individuale.
Berlino 1999: oro nell'inseguimento individuale, oro nella corsa a punti.
Manchester 2000: oro nella corsa a punti.
- Mondiali - Strada

Stoccarda 1991: oro nella cronometro a squadre.